# بلقرن
بَلْقَرْنْ أو بَنُو قَرْن أو بَالْقَرْن (واحدهم قَرْني) هي قبيلة أزدية عربية تسكن في محافظة بلقرن شمال منطقة عسير، وفي محافظة العرضيات في منطقة مكة المكرمة في المملكة العربية السعودية، كما أن لهم تواجداً في سلطنة عمان والأردن. وقد ذكرهم مداد بن سعيد بن حمد الهنائي في كتابه التاريخ والتبيان في أنساب قبائل عمان بمسمى القرنيين والقرون ونسبهم لقرن بن عبد الله بن الأزد.

## النسب
- قَرْن بن عبدِ الله بن الأَزْد بن الغَوْث بن نَبْت بن مالِك بن زَيْد بن كَهْلان بن سَبَأ بن يَشْجُب بن يَعْرُب بن قَحْطان.[2][4][5][6][7][8][9][10][11][12]
- قَرْن بن عُكّ بن عَدْنان بن عبدِ الله بن زَهْران بن كَعْب بن الحارِث بن كَعْب بن عبدِ الله بن مالِك بن نَصْر بن الأَزْد.[13][14]
- قَرْن بن كَعْب بن الحارِث بن كَعْب بن عبدِ الله بن مالِك بن نَصْر بن الأَزْد.[15][16]

وقد زاد البعض اسماً لجد أو جدين في أحد القولين مثلما فعل أبو سعد السمعاني، والوزير المغربي عندما نسبا قرن إلى عك بن عدنان بن عبد الله بن الأزد لكن ابن حزم، والصحاري أخرجا عك بن عدنان من النسب وذكرا أن قرن هو ابن عبد الله وأخٌ لعدنان، وقد شذ ابن عبد ربه فقال: "قَرْنٌ من عك بن عدثان بن عبد الله بن زَهْران بن كعب بن الحارث"، وقد ذكر ابن الكلبي وابن سلام وابن حزم أن قَرْن القبيلة هي المنتسبة لقرن بن عبد الله بن الأزد، وذكر شهاب الدين أحمد بن عبد الوهاب النويري أن العقب للأزد في خمسة من بنيه وذكر منهم عبد الله وأن العقب لعبد الله في ثلاثة من بنيه ومنهم قرن بن عبد الله بن الأزد، ويتفق النسابون أجمعين أن قَرْن هي قبيلة أزدية من بني الأزد بن الغوث بن نبت بن مالك بن زيد بن كهلان بن سبأ بن يشجب بن يعرب بن قحطان.

## قبائل بلقرن
تنقسم قبيلة بلقرن إلى أربعة بطون أساسية هي آل سليمان، وآل مشيب، وبني رزق، ودحيم ومن هذه البطون الأربعة تفرعت باقي أقسامها، ولكن التقسيم المتعارف عليه اليوم يقسمهم إلى سبعة أقسام هي:
1. قبيلة بلحارث، ويقدر عددهم بحوالي 10,500 شخص(1) يسكنون 43 بلدة وقرية في تهامة. كان أفرادها يعيشون حياة البداوة ثم استقروا في خمسة مواقع وأصبحوا يعرفون بها وهي «بلحارث يبة» ويسكنون بالقرب من وادي يبة، و«بلحارث البيضاء» ويسكنون بالقرب من وادي البيضاء، و«بلحارث بيان» ويسكنون بالقرب من وادي بيان، و«بلحارث قنونا» ويسكنون على ضفاف وادي قنونا، و«بلحارث الغرين» ويسكنون بالقرب من وادي الغرين، كما سكنوا على سفوح جبل طنب الشرقية، وينقسمون إلى:[21][23]
  1. آل يسلم، وينقسمون إلى عدة أفخاذ هي آل معاتي و آل حسان وآل مداوي وآل سعيد وآل حسن وآل بدر وآل جمعان.
  2. آل جعفر، وينقسمون إلى عدة أفخاذ هي المخالفة والمعارجة وآل حمدة وآل عليان وآل المنزلين وآل ملاحم وآل محاوي وآل بن موسى.
2. قبيلة بني رزق، ويقدر عددهم بحوالي 28,111 شخص(1) يسكنون 107 بلدة وقرية في تهامة والسراة. ينقسم بنو رزق إلى العديد من القبائل الفرعية وهي:[21][24]
  1. بني بحير ويسكنون صدر وادي قنونا، وينقسمون إلى:
    1. بني بحير الوهوب ويقدر عددهم بحوالي 7,000 شخص(1) يسكنون 37 قرية ويشكلون أربعة أخماس بني بحير، وينقسمون إلى 17 فخذ هي آل فرية وآل سعد وآل محسون وآل عاطف وآل حسن وآل حمدي وآل مبشر وآل السواهرة وآل مهاوش وآل جروين وآل عمار وآل مريع وآل شائقة وآل سعيد وآل يسلم وآل خليفة والقيف.
    2. بني بحير العبادلة ويقدر عددهم بحوالي 1,500 شخص(1) يسكنون ثمانيَ قرى بالقرب من وادي الفرع، ووادي الصحنة ويشكلون خمس بني بحير، ومن أفخاذهم آل عطاء وآل دغمان وآل بن سعيد.

  2. بني رزق النبيعية ويقدر عددهم بحوالي 4,400 شخص(1) يسكنون 13 قرية في العرضية في تهامة على وادي جفن وفروعه.
  3. بني رزق العرضية في تهامة وقاعدتهم هي بلدة ثريبان، وينقسمون إلى عدة قبائل فرعية هي ثريبان ويقدر عددهم بحوالي 4,000 شخص(1) يسكنون بلدة ثريبان حاضرة بلقرن في تهامة وخمسة قرى أخرى في تهامة وبادي غرب ثريبان ويقدر عددهم بحوالي 1,000 شخص(1) يسكنون أربع قرى. وآل طارق ويقدر عددهم بحوالي 2,000 شخص(1) يسكنون في أحضان جبل حضوضاء في 12 قرية جنوب شرق ثريبان. ومُشرِف ويقدر عددهم بحوالي 1,200 شخص(1) يسكنون قرية واحدة كبيرة جنوبي آل طارق. ونُقُمّة ويقدر عددهم بحوالي 2,500 شخص(1) يسكنون خمس قرى على وادي نقمة شمالي ثريبان.
  4. الحميد ويقدر عددهم بحوالي 1,760 شخص(1) يسكنون ثمان قرى في السراة، وتقع خمس قرى منها شمالي مدينة سبت العلاية على وادي الحرجة وعلى وادي فخذ، وثلاث أخرى على وادي غضار.
  5. آل بالريش (أهل الشعف) ويقدر عددهم بحوالي 3,361 شخص(1) يسكنون 13 قرية في السراة ولهم حلل في الأصدار ينزلون لها في الشتاء.
3. قبيلة بني سهيم ويقدر عددهم بحوالي 7,000 شخص(1) يسكنون 34 بلدة وقرية في تهامة حول وادي دَيْمَران، ووادي رِحمَان، ووادي إِمْخَانْحِن، وصدر وادي بطاط وفي فرعة بني سهيم، وتنقسم إلى تسع تواسع (تسعة أقسام) هي:[21][25]
  1. السطة وتمثل تاسعتان.
  2. آل راضي وآل أحسن ويمثلان تاسعة.
  3. آل عباس ويمثلون تاسعة.
  4. آل عبادلة وآل يعلا ويمثلان تاسعة.
  5. آل امْعَمَارِيَة وآل بي ظُهَير ويمثلان تاسعة.
  6. آل مشرف ويمثلون تاسعة.
  7. آل أُسَيْمِر وآل جابر ويمثلان تاسعة.
  8. آل يزيد ويمثلون تاسعة.
4. قبيلة دحيم ويقدر عددهم بحوالي 17,430 شخص(1) يسكنون 66 بلدة وقرية في السراة ولهم قرية في تهامة وحلل في الأصدار، ويتفرعون إلى ثمان قبائل هي:[21][26]
  1. آل سلمة ويقدر عددهم بحوالي 3,450 شخص(1) يسكنون 11 بلدة وقرية في السراة وتهامة ولهم حلل في الأصدار.
  2. أهل وادي دحيم وآل عليان ويقدر عددهم بحوالي 1,560 شخص(1) يسكنون 11 قرية في وادي دحيم وفي وادي حجاب.
  3. العمريين ويقدر عدد أفرادها بحوالي 1,950 شخص(1) يسكنون ثمان قرى على وادي غضار، ووادي تبالة، ووادي الحرجة.
  4. أهل البضاضة ويقدر عددهم بحوالي 3,320 شخص(1) يسكنون بلدة البظاظة وقريتين على وادي تبالة.
  5. الصهب، وقد كانوا بدواً رحلاً في السراة ولهم بلاد في تهامة تسمى «الجرو» في وادي اسبطاء وما حوله، ونزحوا منها إلى السراة واستقروا في عفراء في 30 بلدة وقرية، وينقسمون إلى آل عيسى ويقدر عددهم بحوالي 2,550 شخص(1) والكِرعَان ويقدر عددهم بحوالي 1,960 شخص(1) وآل لعلاء ويقدر عددهم بحوالي 1,720 شخص(1) وآل عبيد ويقدر عددهم بحوالي 920 شخص(1).
5. قبيلة آل سليمان ويقدر عددهم بحوالي 21,013 شخص(1) يسكنون 87 بلدة وقرية في السراة وتهامة وينقسمون إلى عدة فروع هي:[21][27]
  1. الجوف ويقدر عددهم بحوالي 4,000 شخص(1) يسكنون 18 قرية في تهامة على وادي الجوف، وقاعدتها بلدة حدبة الصينة.
  2. نخال ويقدر عددهم بحوالي 5,500 شخص(1) يسكنون 22 بلدة وقرية على وادي نخال، وقاعدتها بلدة الحجرة.
  3. الحنيك والعقيق ويقدر عددهم بحوالي 1,900 شخص(1) يسكنون 13 قرية في السراة ولهم حلل في الأصدار.
  4. آل بي يحمد ويقدر عددهم بحوالي 2,850 شخص(1) يسكنون 9 قرى كبيرة في السراة ولهم حلل في الأصدار، وينقسمون إلى:
    1. آل شريح.
    2. آل بي حسن.
    3. آل الزبراء ويسكنون على وادي حجاب.

  5. الحصنة ويقدر عددهم بحوالي 1,450 شخص(1) يسكنون ثلاث قرى على سفوح جبل ظبيان الجنوبية ولهم حلل في الأصدار، ولهم أبناء عمومة في تهامة يسمون حصنة براد سكنوا في وادي براد ولهم فيه 12 قرية.
  6. آل عمران ويقدر عددهم بحوالي 3,513 شخص(1) يسكنون 15 قرية في السراة على وادي الهدارة وفي سفوح جبل ظبيان الشمالية ولهم حلل في الأصدار.
  7. آل يزيد ويقدر عددهم بحوالي 1,200 شخص(1) يسكنون 9 قرى صغيرة في السراة على وادي دغمة وعلى وادي صرة ولهم حلل في الأصدار.
6. قبيلة عمارة ويقدر عددهم بحوالي 15,085 شخص(1) يسكنون 87 قرية في تهامة في وادي يبة وفروعه وفي وادي قنونا وفي جبل ثربان وفي السهل الساحلي، وينقسمون إلى ثمانيةِ فخوذ هي المحادبة والرشدة وآل فايد والشيبة وآل رياح وآل مخيط والحنفاء وآل سالم اللذين ينقسمون بدورهم إلى السواهرة والقردة.[21][28]
7. قبيلة آل مشيب ويقدر عددهم بحوالي 12,100 شخص(1) يسكنون مدينة سبت العلاية و31 قرية أخرى في السراة ولهم حلل في الأصدار، ويتفرعون إلى:[21][29]
  1. آل معزب ويقدر عددهم بحوالي 4,150 شخص(1) كانوا يسكنون عدة قرى ولكنها اتصلت ببعضها البعض مكونة مدينة العلاية حاضرة بلقرن وعاصمة محافظة بلقرن.
  2. آل الزارية ويقدر عددهم بحوالي 1,220 شخص(1) يسكنون 7 قرى في قمم السراة وفي وادي ماسرة وفي وادي المخاضة ولهم حلل في الأصدار.
  3. آل عبيد ويقدر عددهم بحوالي 1,500 شخص(1) يسكنون ثلاث قرى كبيرة في وادي القاع.
  4. آل روحان ويقدر عددهم بحوالي 820 شخص(1) يسكنون قريتين على وادي القاع.
  5. المشائعة ويقدر عددهم بحوالي 1,550 شخص(1) يسكنون ثلاث قرى في جنوبي سبت العلاية.
  6. آل جابر وآل عبادل ويقدر عددهم بحوالي 1,960 شخص(1) يسكنون 13 قرية على وادي ثماء، وتقع جنوبي المشائعة.

8. بني لمك فخذ من قبيلة بلقرن ويقدر عددهم بحوالي 3000 شخص تسكن في سلطنة عمان في وادي بني غافر و قسرة و أم حمّار في وادي الفرع
9. الدبايبه (ال دبوب) :هم عشيرة يعود نسبها الى ال سعد من ال زارية من ال مشيب بلقرن، نخوتهم اهل العليا نسبة الى المكان المرتفع, يسكنون عدة اماكن في الأردن و منها خشافية الدبايبه .
ينقسمون الى عدة بطون رئيسية هي:
1. البكور
2. الجخيدم
3. الحمدان
4. المحالية
5. الفرج
6. الشبل
7. الدهون[30]

بعض الشخصيات من الدبايبه :
الشيخ والفارس مرجي محمد حمدان الدبوبي: هو شيخ عشيرة الدبايبه و كان من الشيوخ المقربين للملك عبدالله الأول بن الحسين ،مؤسس مملكة الأردنية الهاشمية و كان يلقبه الملك عبدالله الأول بن الحسين ب"العود". كان يتصف الشيخ مرجي محمد حمدان الدبايبه بالرأي السديد.
الجندي المقاتل عبدالعزيز حمدان مرجي الدبوبي : جده الشيخ مرجي محمد حمدان الدبايبه وعمته الشيخة دله مرجي ، شارك في عدة معارك مع الجيش الأردني ومنها: معركة السموع وحرب الأيام السته ومعركة الكرامه .
الشيخة دله مرجي محمد الدبوبي: هي ابنة الشيخ مرجي محمد الدبايبه و مرضعة ملك الأردن الثالث الملك حسين بن طلال.
محمد موسى عوض الدبوبي : كان في كتيبه الأميره بسمه الثالثه،و اول من قفز مظلي في القوات الخاصة الأردنيه .

## التعداد
بلغ عدد أبناء قبيلة بَلْقَرْن قرابة مئة وخمسين ألف نسمة (150,000 نسمة) وذلك في سنة 1430 للهجرة (الموافق 2009)، وقد كان عددهم في سنة 1422 للهجرة (الموافق 2001) قرابة مئةٍ وأحدَ عشرَ ألفاً ومئتانِ وتسعٌ وثلاثون (111,239 نسمة) وذلك وفقاً لما ذكره صاحب المعجم الجغرافي لبلاد بلقرن، وكان عدد أهل السراة بادية وحاضرة في سنة 1395 للهجرة (الموافق 1975) قرابة خمسين ألف نسمة (50,000 نسمة) وذلك في بداية عهد الملك خالد بن عبد العزيز آل سعود. أما قديماً فقد ذكر الشريف شرف بن عبد المحسن البركاتي أثناء تسجيله لوقائع الرحلة اليمانية للشريف الحسين بن علي أمير مكة في سنة 1330 للهجرة (الموافق 1912) أن تعداد قبيلة بلقرن التابعين لقضاء بني شهر (قائمقامية النماص) في السراة كان أربعين ألفاً (40,000 نسمة)، وذكر أيضاً أن تعداد قبيلة بلقرن وآل سليمان وآل عمارة ممن يسكن ناحية العرضية التابعة لقضاء القنفذة (قائمقامية القنفذة) كان ثمانين ألفاً (80,000 نسمة)، كما ذكر الشريف البركاتي كلا من بني بحير وبني سهيم ولكنه لم يذكر تعدادهم حيث قال أن آل بحيري مع قبيلة بني العوامر يشكلون ثلاثين ألفاً (30,000)، وأن بني سهيم مع قبيلة بلعريان يشكلون اثنين وثلاثين ألفاً (32,000).
ذكر معجم شبه الجزيرة العربية (Gazetteer of Arabia) الصادر في سنة 1917 في الجزء الخاص بعسير أنه في سنة 1916 (الموافق 1335 للهجرة) كان تعداد بلقرن السراة 6,000 رجل منهم 2,000 رحل، ويسكنون ثماني قرى، وبلقرن تهامة 1,000 رجل، ويسكنون خمس قرى. في سنة 2014 صدرت ترجمة معتمدة للمعجم من قبل دارة الملك عبد العزيز راجعها عدد من الباحثين وذكر المترجم في الهامش أن «ما كتب في هذا المعجم عن قبيلة بَلقَرن ليس بصحيح على الإطلاق»، وفي سنة 2015 ذكر عبد الهادي بن مجنّي الكاتب في صحيفة الجزيرة أن احصائية الكاتب غير دقيقة وأسماء القرى خاطئة وأنه قد خلط في أسماء الشيوخ اللذين ذكرهم، كما قدرت الجمعية الأمريكية الجغرافية والإحصائية أن تعداد القبيلة في السراة في سنة 1956 كان قرابة أربعين ألف نسمة.

## التاريخ

### قبل الإسلام
تنتمي قبيلة بلقرن إلى قبيلة الأزد المعروفة والتي سكنت اليمن فترة طويلة ثم قررت الهجرة خارجه، ولا يعرف السبب الأصلي وراء هجرتهم فالبعض يعوزه إلى انهيار سد مأرب إثر سيل العرم وآخرون يقللون من شأن انهيار السد لأن الأزد كانوا يسكنون خارج منطقة السد، وهؤلاء يرون أن السبب يعود إلى الاضطرابات السياسية والتدهور الاقتصادي الذي حل باليمن إثر سيطرة الروم على البحر الأحمر وتجارة الهند. انقسمت قبيلة الأزد إلى أكثر من سبع وعشرين قبيلة بما فيها قبيلة بلقرن، وقد عرفت كل مجموعة من هذه القبائل بلقب ارتبط بموضع سكنها مثل أزد عمان لمن سكن عمان، وأزد السراة لمن سكن جبال السراة، وأزد شنوءة نسبة لأبيهم الملقب بشنوءة لشنآن وخلاف حصل بينهم ولكنهم أيضاً سكنوا في السراة، وأزد غسان لمن شرب من الماء المعروف بغسان.
لم تهاجر هذه القبائل في وقت واحد فأول هجرة لها ارتبطت ربما مع انهيار سد مأرب، ثم تلتها عدة هجرات كهجرة خزاعة التي حُددت في سنة 207 إلى مكة وهجرة الأوس والخزرج التي حُددت في سنة 300 إلى يثرب. لا يعرف تاريخ هجرة أزد السراة وشنوءة بالتحديد ولكنها حدثت قبل الإسلام وقد نزلت القبائل في السراة وتحاربت مع سكانها من قبيلة خثعم وأجلوهم من مساكنهم التي كانوا فيها إلى مساكنهم الجديدة ما بين بيشة وتربة وما جاورها وهي التي تقع في الوقت المعاصر شمال بلاد قبيلة بلقرن، وظهر الإسلام وهذا الوضع في السراة، وذكر ابن عبد البر بعد أن ذكر انقسام الأزد وجزءاً من نسبهم أن بني الأزد ظلوا محتفظين بالانتساب إلى الأزد ما عدا قبائل مثل الأنصار وخزاعة وبارق وغسان ودوس فانتسبوا إلى جدهم واكتفوا بذلك.

### الفترات الإسلامية
لاحتفاط قبائل الأزد بانتسابها إليه، فإن العديد من التفاصيل حول قبائلها المختلفة لا يمكن معرفتها، ولكن قبائل الأزد في السراة بدأت في الدخول إلى الإسلام والإيمان بالنبي محمد ﷺ بين سنة 7 للهجرة وسنة 10 للهجرة، وفي ذات الفترة قدم وفد الأزد بقيادة صرد بن عبد الله الأزدي فأُمروا بالجهاد ونشر الإسلام في بلادهم، وقد عادوا مرة أخرى بعد إسلامهم فوفدوا على النبي ﷺ. بدأ المسلمون في عهد الخليفة أبي بكر الصديق بالتوسع والاصطدام مع الإمبراطوريات المجاورة لهم كالروم والفرس، وقد استنفر الخليفة قبائل اليمن وكتب كتاباً عاماً لكل القبائل بما فيهم السراة وجعله مع أنس بن مالك وفيه يطلب منهم الاستعداد للجهاد والتوجه مع الجيوش الإسلامية، وقد وصف أنس بن مالك رحلته فقال: «أتيت أهلها جناحاً جناحاً وقبيلةً قبيلةً أقرأ عليهم كتاب أبي بكر، وإذا فرغت من قراءته قلت: الحمد لله، وأشهد أن لا إله إلا الله وأن محمداً عبده ورسوله، بسم الله الرحمن الرحيم أما بـعد فإني رسول خليفة رسول الله صلى الله عليه وسلم ورسول المسلمين إليكم، ألا وإني قد تركتهم مُعَسكِرِين ليس يمنعهم من الشخوص إلى عدوهم إلا انتظاركم، فعجلوا إلى إخوانكم رحمة الله عليكم أيها المسلمون» فأجابوه أجمعين قائلين «نحن سائرون» فاجتمعت كتائب القبائل ومنها قبائل الأزد في المدينة المنورة.
كان أول تسجيل لقبيلة بلقرن (بنو القرن) عند هشام بن محمد الكلبي (المتوفى في سنة 204 للهجرة) في كتابه نسب معد واليمن الكبير والذي ذكر فيه أبناء عبد الله بن الأزد، وذكر منهم قرن بن عبد الله الذي تنتسب له القبيلة، ثم ذكرهم ابن دريد الأزدي (المتوفى في سنة 321 للهجرة) في كتابه الاشتقاق وأنهم بنو عبد الله بن الأزد وذكر أن لهم مسجداً في الكوفة، ومن ثم ذكرهم أبو محمد الهمداني (المتوفى في سنة 336 للهجرة) في كتابه صفة جزيرة العرب حيث ذكر تفاصيل جبال السراة فقال: «ثم يتلوها سراة عنز وسراة الحجر: نجدها خثعم وغورها بارق، ثم سراة ناه من الأزد وبنو القَرْن وبنو الخالد: نجدهم خثعم وغورهم قبائل من الأزد، ثم سراة الخال لشكر: نجدهم خثعم وغورهم قبائل من الأسد بن عمران»، ويبدو أن قبيلة بلقرن قد وسعت بلادها بعد عصر الهمداني لاحقاً لاختفاء ذكر قبائل ناه وشكر وانتقال بني خالد إلى الشرق منهم وأيضاً لجلاء بعض بطون خثعم الذين ذكر الهمداني أنهم كانوا يسكنون مباشرة بعد سراة الحجر، والسبب وراء ذلك غير معلوم.
ذكر ناصر خسرو (393 للهجرة ~ 481 للهجرة) بلاد السراة في كتاب سفرنامة الذي دون فيه رحلته، وذكر عنها أنها كثيرة القرى والبوادي وأن لكل منها ملكاً أو رئيساً تحتكم بأمره، وذكر ابن المجاور (601 للهجرة ~690 للهجرة) في كتابه صفة بلاد اليمن ومكة وبعض الحجاز (تاريخ المستبصر) وصفاً لبلاد السراة فذكر أن أهل السراة لم يكن لهم حاكم واحد بل كان الأمر للمشائخ القبليين، وذكر أن القرى في بلدان السراة متقاربة، وكل قرية يسكنها فخذ من القبيلة ولكل قرية قصر أو حصن لتخزين الحبوب والاحتياط به، وذكر أن الحروب والقتال مستمرة بينهم طول الدهر، وذكر أيضاً المنازل من الطائف إلى صعدة وذكر منها بلاد بني قرن وأن بينها وبين الطائف 60 فرسخاً وبينها وبين صعدة 93 فرسخاً.
ذُكرت بلاد السراة لاحقاً في كتاب مسالك الأبصار في ممالك الأمصار والذي ألفه شهاب الدين أحمد بن فضل الله العُمري (700 للهجرة ~ 749 للهجرة) والذي ذكر أن القرى في السراة متصلة لكثرتها ولكنها لا علاقة لها بالأخرى بل لكل واحدة منهم كبيرٌ يرجعون إليه، وأنه لا يجمعهم ملك ولا سلطان، وأنهم لا يخرجون مسافرين من قرية إلى أخرى بدون رفيق بسبب العداوة الموجودة بين القرى وتفرقهم. وقد عاد ذكر قبيلة بني القرن (بلقرن) مجدداً عندما وصف العباس بن علي الموسوي (1110 للهجرة ~ 1180 للهجرة) السروات في رحلته المسماة نزهة الجليس ومنية الأديب الأنيس فذكر أنها ذات مياه غزيرة وأشجار كثيرة وحصون شاهقة، وأن سرواتها متصلة ومنها سراة بني القرن وأن فيها قرى وجبالاً عظيمة.

### آل يزيد والمتاحمة والاحتلال العثماني الأول
كانت قبيلة بلقرن تتبع لإمرة الأمير محمد بن أحمد بن محمد اليزيدي من أمراء آل يزيد والذي كانت سلطته تشمل قبائل المنطقة، وفي سنة 1792 (الموافق سنة 1207 للهجرة) قاد الأمير محمد قوات قبائل عسير وبلقرن وبني عمرو وشمران والتقت مع قوات شريف مكة وتحالفه غامد وزهران في معركة الجرف. لاحقاً قامت إمارة آل المتحمي بمعاونة الدولة السعودية الأولى واستطاعت هزيمة الأمير محمد آل يزيد وقتله، وقد دخلت قبيلة بلقرن في السراة وتهامة ضمن إمارة الأمير عبد الوهاب بن عامر المتحمي لاحقاً بعد عدة معارك وذلك في سنة 1803 (الموافق سنة 1218 للهجرة) وكان الأمير قد أرسل رسائل للقبائل يدعوها للانضمام إليه لكنها رفضت فحاربها.
لاحقاً كانت قبيلة بلقرن ضمن قيادة الأمير طامي بن شعيب المتحمي المعين من الدولة السعودية الأولى في سنة 1809 (الموافق 1224 للهجرة)، والذي قاد القبائلَ العسيرية ضد قوات محمد علي باشا فقد شاركت القوات العسيرية في معركة تربة بقيادة الأمير فيصل بن الإمام سعود الكبير بن عبد العزيز بن محمد آل سعود. شاركت القوات العسيرية أيضاً ضد الأشراف في أبي عريش وهزمت القوات التابعة لمحمد علي باشا في معركة القنفذة. وعلى الرغم من رفض القبائل السرورية للتواجد العثماني، إلا أن قوات محمد علي باشا استطاعت أن تهزم القوات القبلية وتحتل المنطقة بالقوة، ولكنها ظلت تعاني من ثوراتهم المتتالية، وذلك بسبب التضييق المالي الذي حاولت فرضه على القبائل؛ حيث تذكر الوثائق العثمانية أن محمد علي باشا فرض على قبيلتي بلقرن وشمران أن تبيعا القمح لقوات أحمد باشا المعسكرة في مدينة سبت العلاية إلا أن القبيلتين رفضتا بحجة أن الكمية لا تكفي بالكاد إلا لسد الاحتياجات، وقد قوبل هذا الأمر بفرض ضريبة تبلغ خمس مئة إردب قمح على القبيلة وتلقى علي بك قائد القوات الأوامر بجمعها في ثلاثة أيام. أيضاً واجهت القبيلة العقوبات عندما حاول بعض أفرادها تهريب أفراد الجيش العثماني المُعسكر في سبت العلاية، وقد ألقي القبض على أحدهم وصلب في السوق الأسبوعي.
وعندما ثار أهل بيشة في سنة 1238 على القوات العثمانية، لم تستطع الحامية الحصول على امدادات من الحجاز بسبب امتداد الثورة إلى أراضي بلقرن الذين منعوا وصولها مما استدعى الجناب العالي لأن يكتب لوالي جدة بالتدخل لإخماد ثورة بلقرن ومن ثم فك الحصار عن حامية بيشة.

### آل عائض والاحتلال العثماني الثاني
في سنة 1834 (الموافق 1249 للهجرة) وصل الأمير عائض بن مرعي إلى سدة الحكم وجعل يُجَيِّشُ القوات القبلية ضد قوات محمد علي باشا وتواجدهم في السراة، وفي سنة 1838 (الموافق محرم 1254 للهجرة) توجه الأمير عائض بجيش مكون من 20 ألف من القبائل حتى وصل إلى رغدان وهناك تحارب مع الجيش العثماني وانهزم وقتل وأسر الكثير من جيشه. في سنة 1840 (الموافق رمضان 1256 للهجرة) وقع الأمير عائض اتفاقية مع الشريف محمد ابن عون بعد عودته من مصر، وبموجبها توقف القتال بين الطرفين وتنازل الأمير للشريف عن بلاد بيشة وبلقرن وتهامة إلى القنفذة وأُفرج عن الأسرى العسيريين. استمرت الهدنة حتى سنة 1844 (الموافق ربيع الأول 1260 للهجرة) وفيها حصل خلاف بين الشريف والعثمانيين فاغتنم الأمير عائض الفرصة ونقض الاتفاقية وهجم على بيشة وضمها ثم ضم بلاد بلقرن وشمران وغامد. في عام 1849 (الموافق 1265 للهجرة) اجتمع وفد الأمير عائض ووفد الشريف في بيشة، وأعادوا إقامة الاتفاق السابق وضم الشريف بيشة وبلاد غامد وزهران، وفي تهامة ضعفت سيطرة الأمير على بلاد بلقرن فأعاد ضمها بدون قتال. في سنة 1851 (الموافق 1267 للهجرة) نقض الأمير الاتفاقية مجدداً وأعاد ضم البلاد التي تنازل عنها. في عهده أيضاً وقعت معركة منارة ثميدة في جبل ثميدة في تهامة بين جيشه وبين قبيلة عمارة بلقرن وقد هزم فيها جيش الأمير عائض حيث قال الشاعر القرني «يا عسير النصف منكم في منارة ** ما رجع في ريدة إلا ذا أدرى» أي إلا الذي جَبَنَ وهرب. في سنة 1858 (الموافق 1274 للهجرة) زار الأمير محمد بن عائض بيشة وبلاد بلقرن وزهران لإصلاح شؤون هذه الجهات.
احتل العثمانيون عسير مجدداً وجعلوها متصرفية (أو لواء عسير) تابعة لولاية اليمن وذلك في سنة 1872 (الموافق 1288 للهجرة) وجعلت مدينة أبها مركزها، وقسمتها إلى عدة أقضية. كانت قبيلة بلقرن في البداية تابعة لقضاء غامد ولكنها فصلت لاحقاً مع قبيلة شمران ليصبحا ضمن قضاء بني شهر. أما بلقرن في تهامة فكانوا يتبعون إلى قضاء القنفذة. كانت الاضطرابات بين قبائل السراة وتهامة مشتعلة ضد الدولة العثمانية بسبب المعاملة العثمانية السيئة والأوضاع الاقتصادية المتردية، ومن هذه الاضطرابات هي الثورة التي قادها الأمير عبد الرحمن آل عائض وحاصرت مدينة أبها في سنة 1299 للهجرة، وقد اشتبكت قبيلة بلقرن وشمران وخثعم ومن عاد من قبائل الحجر التي كانت تحاصر أبها مع الحملة العثمانية بقيادة عمر باشا والشريف عبد الله في سنة 1300 للهجرة وقد عاد الشريف إلى مكة وانهزم عمر باشا واعتصم ببلدة النماص وبقي الوضع حتى تم الصلح بين حيدر باشا قائد القوات العثمانية في أبها وبين آل عائض في سنة 1301 للهجرة.
حاولت الدولة العثمانية أن تخفف من مشاكلها في عسير بأن ربطت المتصرفية بإسطنبول مباشرة في سنة 1910 (الموافق 1328 للهجرة) وحاولت إشراك زعماء القبائل في الإدارة العامة، ولكن المناوشات بدأت بعد مدة قليلة بين الدولة العثمانية وقبيلة بني عمرو العديد من المعارك استمرت لخمسة أشهر عاونتهم فيها قبيلة بلقرن بعدد من المقاتلين وقبيلة بني ثابت من بني شهر التي سمحت لهم باستدراج العثمانيين إلى قراهم، وكان أكبر هذه المعارك هو وقعة المطلى في يوم السبت 18 يوليو 1914 (الموافق 25 شعبان 1332 للهجرة)، وقد قاموا باستدراج القوات العثمانية داخل القرية حتى نفذت ذخائرهم ثم انهالوا عليهم فقتلوا الكثيرين منهم وهرب البقية تاركين الجثث والأسلحة، وقد استمرت هذه المعارك منذ جمادى الأولى إلى شوال من نفس السنة وكانت هزيمة منكرة لهم حيث قتل منهم 660 عسكرياً. استطاعت قبائل الصهب أيضاً في عفراء أن تنصب كميناً للقوات العثمانية التي حاولت أن تُغير عليها فانتصروا عليهم. في عام 1918 (الموافق 1337 للهجرة) انسحبت الدولة العثمانية من عسير وسلمت ما تبقى من أسلحتها وعتادها الحربي للأمير حسن بن علي بن محمد بن عائض وذلك بحضور وفود القبائل ومنها قبيلة بلقرن.

### العهد السعودي
تشكلت أنظمة سياسية في شبه الجزيرة العربية بعد خروج العثمانيين فنجد كانت تحت حكم الدولة السعودية الثالثة والحجاز تحت حكم المملكة الحجازية الهاشمية وعسير تحت حكم إمارة آل عائض المستقلة وجازان وتهامة تحت حكم الإمارة الإدريسية، وكانت الخلافات السياسية والفكرية قائمة بينها. كان الأمير حسن بن علي بن محمد بن عائض يتولى حكم المنطقة وقد اتخذ من أبها مقراً لإقامته، وكانت القبائل قد نفرت من حكمه بسبب استبداده، وكان دخول المنطقة تحت حكم الملك عبد العزيز آل سعود بدأ في سنة 1921 (الموافق 1338 للهجرة) بقيادة الأمير عبد العزيز بن مساعد بن جلوي آل سعود وكان الأمير حسن قد رد وفداً للملك عبد العزيز. التقت قوات الأمير حسن مع الأمير عبد العزيز بن مساعد بن جلوي في معركة حجلا وانهزم الأمير حسن وأرسل هو وابن عمه إلى الرياض فعفا عنهم الملك عبد العزيز، ودخلت القوات السعودية إلى أبها.
بعد فترة من عفو الملك عبد العزيز عن الأمير حسن، عُرض على الأميرِ أن يعود ليحكم عسير باسم الملك عبد العزيز، لكنه اعتذر بأن القبائل لا تريده وأنه يخشى أن يثوروا عليه، ولكنهم سيعاونون الوالي الذي يعينه الملك. أعاد الملكُ الأميرَ إلى المنطقة، ولم يدم الوقت حتى أرسل الأمير حسن إلى الشريف الحسين بن علي شريف مكة يطلب منه المساعدة فأمده الأخير بالعتاد والمال الذين مكناه من السيطرة على أبها مجدداً، فجهز الملك جيشاً في نهاية سنة 1340 للهجرة/1922 بقيادة ابنه الأمير فيصل والذي استطاع أن يدخل أبها في شهر صفر سنة 1341 للهجرة/1922، وقد طُورِدَ الأمير حسن إلى بلدة حرملة حيث وقعت معركة حرملة ولكنه هزم وبذلك دخلت منطقة السراة تحت حكم المملكة العربية السعودية، وقد أرسلت القبيلة وفداً ليبايع ويهنئ الأمير فيصل، وعاونوه عندما قامت الحرب ضد الإمارة الإدريسية في سنة 1934 (الموافق سنة 1352 للهجرة) بالعدة والعدد، وهذه الحرب هي التي ضمت أراضي تهامة إلى حكم الملك عبد العزيز آل سعود، وشاركت أيضاً في سنة 1353 للهجرة (الموافق سنة 1934) في حرب اليمن تحت قيادة الأمير فيصل، وقد كلفهم الملك عبد العزيز عندما كلف القبائل بأن تحمي كل قبيلة منطقتها من النزاعات القبلية وتهديد القوافل التجارية ومنذ تلك الفترة نعمت القبيلة بالاستقرار السياسي والأمني،
في سنة 1921 (الموافق سنة 1339 للهجرة) أُنشئ في ثريبان مركز للأمارة مرتبط إدارياً ببيشة واستمر لأربع سنوات حتى سنة 1924 (الموافق سنة 1343 للهجرة) حين انتقلت تبعيته إدارياً إلى القنفذة. في سنة 1948 (الموافق سنة 1367 للهجرة) اندلعت الحرب الفلسطينية وقد شاركت السعودية فيها عسكرياً ودعت المواطنين إلى التطوع للقتال، وقد شارك عددٌ من أفراد قبيلة بلقرن في هذه الحرب التي استشهد بعضهم فيها وأسر وأصيب آخرون، وقد تقلد بعضهم أوسمة عسكرية جراء مشاركتهم، وفي نفس السنة أنشئت محافظة طارفة حجاز بلقرن واستمرت حتى سنة 1382 للهجرة حين أصبحت تعرف باسم إمارة طارفة حجاز بلقرن واستمرت حتى صدور نظام المناطق في سنة 1992 (الموافق سنة 1412 للهجرة) فغير اسمها إلى الاسم المعروف اليوم محافظة بلقرن.

## البلاد

### الموقع
تقع بلاد بلقرن في الجزء الجنوبي الغربي من شبه الجزيرة العربية في السراة وفي تهامة، ويحدها من الشمال بنو خالد وبنو واس وشُمران وبنو المنتشر وبَلْعريان والعوامر وغامد، ويحدهم من الشرق بنو خالد وبلحارثُ وبنو عَمْرو وبنو شِهر، ويحدهم من الجنوب بنو عمرو وبنو شهر وحرب، ويحدهم من الغرب حرب وبنو عيسى وغامد، وما زالت هذه أراضيهم منذ القدم حيث ذكر الهمداني (280 هـ ~ 336 هـ) في كتابه صفة جزيرة العرب وهو يصف سراتهم:
للقبيلة أيضاً تواجدٌ في سلطنة عمان في وقتنا الحاضر بالقرب من مدينة مسقط وفي ولاية نزوى، وهناك بعضٌ منهم في الإمارات العربية المتحدة، وقد سبق وكان لها تواجد في الكوفة حيث ذكر ابن دريد أنه كان بها مسجدٌ لهم.

### التضاريس
الموطن الأساسي للقبيلة هو السراة وتهامة وما بينهما، وتنقسم ديارهم إلى ثلاثة أقسام أولها السراة (سراة بلقرن) وهي جزء من سراة الأزد وهي أرض جبلية شديدة الوعورة يصل ارتفاعها إلى 2200 متر فوق سطح البحر ويقل ارتفاعها باتجاه الشرق، ويتخللها العديد من الوديان المتجهة شرقاً لتكون حوض وادي تبالة وجزءاً من وادي ترج. تتميز السراة بوجود المدرجات الزراعية التي تسقى بمياه الأمطار وبوجود الغابات الكثيفة بها، وثانيها الأصدار وهي المناطق الضيقة الواقعة بين السراة وتهامة وبها الحلل (المنازل الموسمية) التي يسكنها أهل السراة وقت الشتاء وتتميز بوجود المراعي فيها، وثالثها تهامة (تهامة بلقرن) وهي منطقة جبلية متوسطة الارتفاع تنخفض باتجاه الغرب حتى تصل إلى سهول تهامة، ويتخللها العديد من الأودية التي تصب في البحر الأحمر، وتشكل جنبات هذه الأودية منطقة خصبة صالحة للزراعة.

### المناخ
يختلف المناخ بين سراة وتهامة بلقرن، فالسراة تعتبر من المصائف حيث يعتدل بها الجو صيفاً وتبلغ درجات الحرارة بين 20 و30 درجة مئوية صباحاً وبين 15 و20 درجة مئوية ليلاً، وفي الشتاء تشتد البرودة حتى يتكون الصقيع في الصباح وتبلغ درجات الحرارة 15 درجة مئوية وأما ليلاً فتنخفض إلى 5 درجات مئوية. تعتبر تهامة من المشاتي حيث أن صيفها شديد الحرارة حيث تبلغ درجات الحرارة قرابة 40 درجة مئوية لكنها شتاء تكون معتدلة البرودة. تسقط الأمطار في سراة بلقرن في أغلب فصول السنة ويقل معدل الأمطار باتجاهي الشرق والغرب الأقل ارتفاعاً، وكانت هذه الأمطار تؤثر في حياة السكان سابقاً حيث كانوا يستعدون لها بتجهيز مؤونتهم ومؤونة الدواب وذلك لأن الأمطار قد تسقط مستمرة لأشهر وتصبح المراعي غير قابلة للرعي.

### البلدات والقرى والحلل
تضم بلاد بلقرن العديد من البلدات والقرى التي يبلغ عددها أكثر من 500 مدينة وبلدة وقرية وحلة، وأشهرها مدينة سبت العلاية في السراة ومدينة ثريبان في تهامة، وقد تنفرد أسرة بإحدى القرى وقد تتشارك عدة أسر من نفس البطن أو من بطون مختلفة في نفس القرية، ومن هذه القرى:(2)
1. قرية الأبطاح
2. قرية الأشعاب
3. حلة أشعر
4. حلة أصبغ
5. حلة الأضحي
6. قرية الأطرقة
7. حلة الأطواف
8. قرية الأقعس
9. قرية الأملح
10. قرى بادي وتشمل قرية ياسينا وقرية جيلح وقرية الحقو وقرى العيسى
11. حلة الباصمة
12. قرية البديعة
13. قرية البرد
14. قرية البراق
15. قرية آل بساط
16. قرية البشامة
17. قرية البطحان
18. بلدة البظاظة
19. قرية آل بن سليم
20. قرية آل بن موسى
21. حلل بني هلال
22. قرية البوانة
23. قرية آل بي حسن
24. قرية آل بي سالم
25. قرية آل بيضاء
26. حلة البيضاء
27. قرية تبالة
28. قرية ترهم
29. مدينة ثريبان
30. قرية ثلوث عمارة
31. قرى ثماء
32. قرية ثمران لقبيلة عمارة
33. قرية ثمران لقبيلة الجوف
34. قرية آل جابع
35. قرية جافعة
36. قرى جبجب
37. قرية الجبلين
38. قرية الجبيهة
39. قرية الجتبة
40. قرية آل جرادة لبني سهيم
41. قرية آل جرادة للحميد
42. قرية الجريش
43. قرية الجعافر
44. قرية الجعيدة
45. قرية الجفرة
46. قرية الجلابة الشرقية
47. قرية الجلابة الغربية
48. قرية الجمان
49. قرية جميعة
50. حلة جميلو
51. قرية الجميمان
52. قرية الجوة
53. حلة الجوف
54. قرية الجوفاء
55. قرية جيفان
56. قرية جيلح من قرى بادي
57. قرية جيلح من قرى فرعة بني سهيم
58. قرية آل حادية
59. قرية الحازمين
60. قرية آل حافظ
61. قرية آل حامد
62. قرية الحباب
63. قرية الحبيل
64. قرية الحتار لآل شريح
65. قرية الحتار لآل عمران وتفرع منها عدة قرى هي الحدب وصدع والروضة وترهم والحريقة.
66. قرية آل حترش
67. قرى حجاب وتشمل قرى آل عليان ومنصورة والحمراء وآل محقن ودار الصفا.
68. قرية آل حجر
69. قرية الحجرة
70. حلة الحجمة
71. قرية الحداب
72. قرية حداب أبو شيبة
73. قرية حداب القرشة
74. قرية حداب الواديين
75. قرية الحدب لآل عمران
76. قرية الحدب لقبيلة وادي دحيم
77. قرية حدبة حجران
78. قرية حدبة الحمراء
79. قرية حدبة الصينة
80. قرية حدبة الغبيراء
81. قرية حدبة الغراء
82. قرية حدبة آل مدة
83. قرية الحراج
84. قرى الحرجة وتشمل قرى الحصن والعرق والمحاجنة وآل حادية والعجمة وشعبة الرؤساء والكعوب والجبلين وآل قراد وعرق المناخرة وتبالة وآل عميرة وآل هدية وآل سعيد.
85. قرية الحريقة
86. قرية آل حزام
87. قرية آل حزيب
88. قرية الحساوة
89. قرية آل حسن بضم الحاء وتقع جنوب قرية آل مدة.
90. قرية آل حسن بكسر الحاء وتقع شمال قرية آل مدة.
91. قرية الحشة
92. قرية الحصن للحرجة
93. قرية الحصن لآل شريح
94. قرية الحصنة
95. قرية الحصنين لشعف بلقرن
96. قرية الحصنين لنقمة
97. قرية الحضا
98. قرية الحفنة
99. قرية الحفية
100. حلة الحفية
101. قرية الحقو
102. حلة الحقو
103. قرية حقو الخضاري
104. قرية حقو سيال
105. قرية الحلق
106. قرية الحليفة
107. قرية حمادة
108. قرية الحمراء لبني رزق
109. قرية الحمراء من قرى سبت حجاب
110. قرية الحمضة
111. قرية الحميد
112. قرية الحنيك
113. قرية الحنيكة
114. قرية الحواري
115. قرية الحورة
116. قرية الحوزة
117. قرية حويل
118. قرية الحياالله
119. قرية الحيفة
120. قرية الخالدية
121. قرية خباز السحيرة
122. قرى آل خبي
123. قرية آل خثيم
124. قرية الخدعاء
125. قرية الخدود
126. حلة الخذفة
127. قرية الخرسوع
128. قرية الخرقاء
129. قرية الخش
130. قرية الخشم لبني رزق
131. قرية الخشم لنخال
132. قرية الخل
133. حلة الخلفين
134. قرية خليدة
135. قرية الخليف
136. قرية الخمة
137. قرية الخيال
138. قرية الخيالة
139. قرية خيرية
140. قرية الخيشة
141. قرية الدار
142. قرية دار الحسن
143. قرية الدار السوداء
144. قرية دار الصفا
145. قرية دار آل الطنف
146. قرية الدايسة
147. قرية آل دلال
148. قرية الدهناء
149. قرية آل دواس
150. قرية الدودة
151. قرية ذا القفل
152. حلة الذراعين
153. قرية ذران
154. قرية ذرحا
155. حلة ذنائب السوسي
156. قرية الذنبة
157. حلل الذنوب
158. قرية ذي خير
159. حلة ذي الخيرة
160. حلة ذي العشيرة
161. قرية ذي اللحاين
162. قرية رأس المسجد
163. حلة الرابخ
164. قرية راحة آل فايد
165. قرية الرادف
166. قرية آل رايح
167. قرية الرجمة
168. قرية رحاب الوادي
169. قرية الرحبات
170. قرية رديحة
171. قرية الرضعة
172. قرية الرفيع
173. قرية الرقبة
174. قرية الرمامين
175. حلة رهو السدر
176. قرية الرهوة
177. حلة الرهوة
178. قرية رهوة الجوز
179. قرية رهوة السوداء
180. قرية آل روحان
181. قرية الروضة
182. قرية الريان
183. حلة ريم
184. حلة ريمة
185. قرية آل زاحمة
186. قرية آل زامل
187. قرية آل زامل الكدوة
188. قرى آل الزارية
189. قرية الزغب
190. قرية زغب
191. قرية زميم
192. قرية ساحل الأسفل
193. قرية ساحل الأعلى
194. قرية آل سالم
195. مدينة سبت العلاية
196. قرية السبطة
197. قرية السد
198. قرية السرب على وادي الظليف
199. قرية السرب على وادي الغرين
200. قرية السرب على وادي بيان
201. قرية السربة في تهامة
202. قرية السربة في السراة
203. حلة السربة
204. قرية السريبة الأثرية
205. حلة آل سعيد
206. قرية آل سعيد
207. قرية آل سعيدان
208. قرية السقايف
209. حلة سقايف حسين
210. قرية السلام
211. قرية سلف الحبال
212. قرية سلف عواض
213. قرى آل سلمة
214. قرية سليطة
215. قرية آل سليم
216. قرية السمرة
217. حلة السنان
218. قرية السنة
219. قرية السواد
220. قرية السوق
221. قرية السويد
222. قرية السيد
223. قرية السيرم
224. قرية السييلة
225. قرية الشاطئ
226. حلة الشخة
227. قرية الشرى
228. قرية شرفان
229. قرى آل شريح
230. حلة الشط
231. قرى شعب آل عفران
232. قرية شعب
233. قرية الشعب
234. قرية شعب المعين
235. قرية الشعبان
236. قرية الشعبة
237. قرية شعبة الرؤساء
238. قرية آل شعران
239. قرى شعف بلقرن
240. قرية آل شعيفة
241. قرية الشقيب
242. قرية آل شملان
243. قرية الشوقان
244. حلة شويحطن
245. قرية الصاغية
246. قرية الصبغان
247. قرية الصخر
248. قرية الصدع
249. قرية الصدعان
250. قرية الصراخ
251. قرية الصرف
252. قرية الصعاق
253. قرية الصعبة
254. قرية الصفرين
255. قرية الصفق
256. حلة الصفيات
257. قرية صفيرة
258. قرية صقار
259. حلة الصلاية
260. حلة الصنقة
261. قرية الصور
262. حلة صيتع
263. حلة الصيحانة
264. قرية الصيغاء
265. قرية الضرب الأصفر
266. قرية الضياع
267. قرية الضيفان السفلى
268. قرية الضيفان العليا
269. قرية الطائف
270. قرية الطبقة
271. قرية الطرق
272. قرية آل طلحة
273. قرية طلعة
274. قرية طنب
275. حلة الطوف
276. قرية الطوف
277. قرية الطويلة
278. قرية الظاهر
279. قرية ظبيان
280. قرية الظفارة
281. حلة الظلل
282. حلة الظهار
283. حلة ظهاية
284. حلة الظهر
285. حلة الظهر الأعلى
286. قرية الظهرة
287. حلة الظهرة
288. قرية ظهرة الأبطاح
289. قرية ظهرة حلف
290. قرية ظهرة دلوة
291. قرية آل عاطف
292. قرية آل عبادل
293. قرى آل عباس
294. قرى آل عبيد
295. قرية عبيدة
296. قرية آل عجلان
297. حلة عدفة
298. قرية العدينة
299. قرية العرام
300. قرية عردن
301. قرية العرشان
302. قرية العرق على وادي الجوف
303. قرية العرق على وادي غضار
304. قرية عرق عيسان
305. قرية عرق المناخرة
306. قرية عرق مناع
307. حلة العرقوب
308. قرية العزيزية
309. قرية العزيلاء السفلى
310. قرية العزيلاء العليا
311. قرية العسل
312. حلتا العطف
313. قرية عطف العود
314. قرية عطف مسلط
315. بلدة العظة
316. قرية عفاس
317. مدينة عفراء
318. قرية العقيق
319. قرية العلب
320. قرية العلوب
321. قرية آل عليان
322. قرى آل عمران
323. قرية آل عميرة
324. قرية عميم
325. قرية عنقان
326. قرية العيينة
327. قرية غرة
328. قرية الغرف
329. قرية غريب
330. قرية الغريف
331. قرية غزة
332. قرية غفيل
333. قرية الغمرة
334. بلدة الفائجة
335. قرية فائجة الحجر
336. قرية الفاية
337. قرية آل فحلان
338. قرية الفرسان
339. قرى الفرش وتشمل قرية بطح شريم وقرية الأغوار وقرية حدبة وقرية الحبيل الأعلى وقرية الحبيل الأسفل.
340. قرية فرع حلف
341. قرى فرعة بني سهيم وتشمل قرية شعب مشرف وقرية آل سالم وقرية الدودة وقرية المبنى.
342. قرية الفرعة
343. قرية الفريشة
344. قرية آل فريعان
345. قرية آل فلتان
346. قرية الفوائج
347. قرية الفواغر
348. قرية الفيفا
349. قرية القابل
350. قرية القحدة
351. قرية آل قراد
352. حلة القرحاء
353. قرية قرظبيل
354. قرية القرن
355. قرية قرن الأظرف
356. قرية قرن الحلوة
357. قرية قرن الحيران
358. قرية قرن العلاية
359. قرية قرن العينة
360. قرية قرن قريش
361. قرية قرن الماء
362. قرية قرن هذيل
363. قرية القرى
364. قرية القري
365. قرية قرى حسان
366. قرية قرى الصياح
367. قرية قرى عيسى
368. قرية قرى ياسينا
369. قرية قري سورة
370. قرية القرية
371. حلة القرية
372. قرية قريش
373. قرية القزعة
374. قرية القصد
375. قرية القصر
376. قرية قصر آل شيع
377. قرية القضف
378. قرية القضية
379. حلة القعيمة
380. قرية القلة
381. قرية القهر
382. حلة القهرة
383. قرية القهيبات
384. قرية الكحل
385. قرية الكديد
386. قرية الكديس
387. قرى كريان
388. قرية الكعوب
389. قرية كيهف
390. قرية الكيلة الأثرية
391. قرى اللحمتين وتشمل قرية الوعلة وقرية الخيشة وقرية الحصن وقرية رحاب الوادي وقرية الرمامين وقرية الصيغاء.
392. قرية مانع
393. قرية المبنى
394. قرية المتنة
395. قرية المثملة
396. قرية المجتورين
397. قرية المجدرة
398. قرية مجدعان
399. قرية المجمعة
400. قرية آل مجمل
401. قرية المحاجنة
402. قرية آل محدل
403. قرية آل محقل
404. قرية آل محمود
405. قرية المحيا
406. قرية آل مختال
407. قرية المخاضة
408. قرية مخشوشة
409. قرية مخصر السهل
410. قرية مخصر الظهيان
411. قرية المخلفة
412. قرية المدبغ
413. قرية المدرات
414. حلة المدرة
415. قرية المرا
416. حلة المراغة
417. قرية المربعة بحضرة
418. قرية المريد
419. قرية المرتفع
420. قرية المرجبات
421. قرية مرقدن
422. قرية المريبي بالحارة
423. قرية المريخ
424. قرية المرير
425. قرية المسقوي
426. قرية المسلمة
427. قرية آل مسلي
428. قرى المشائعة
429. قرية آل مشاعث
430. قرية المشاييخ
431. قرية مشبعة
432. قرية المشراف
433. قرية مشرف عند وادي الغرين
434. قرية مشرف عند وادي قنونا
435. قرية المشرق
436. حلة المصانة
437. حلة المصبح
438. قرية المصبح
439. قرية مصوي
440. قرية المطاعنة
441. قرية معراة
442. حلة معرضة
443. قرية آل معسبل
444. قرية آل معلى
445. قرية معلمة
446. قرية مغبن
447. قرية مغيليث
448. قرية آل مفرج
449. قرية المقحوزة
450. قرية المقراة
451. قرية آل مكدم
452. قرية الملحاء
453. حلة الملحاء
454. قرية الملحة جنوب ثريبان
455. قرية الملحة على وادي الفرع
456. حلة الملعب
457. قرية الملقطة
458. قرية الملوية
459. قرية آل مليط
460. قرية المليح
461. قرية الممشاة الأثرية
462. حلة المناخ
463. قرية المنتزه لثماء
464. قرية المنتزه لآل سلمة
465. قرية المنتزه لآل عمران
466. قرية المنتزه للعمريين
467. حلة المنصب
468. قرية منصورة
469. قرية المنقب
470. قرية المهدب
471. قرية الموجعة
472. قرية الموجهة
473. قرية الميرنب
474. قرية ناصحة
475. حلة النالة
476. قرية نبل
477. قرية النجيل
478. حلة النحرة
479. حلة النصب
480. قرية النصبة
481. قرية نعمة
482. قرية آل نعيمة
483. قرية نقمة
484. قرية نميرة
485. قرية النهضة
486. قرية نوالة
487. قرية آل هدية
488. قرية آل هضيبة
489. قرية آل هلجام
490. قرية آل هيثم
491. قرية واسعة
492. قرية واصل
493. قرية وبيجر
494. حلة وتيد
495. حلة الوذان
496. قرية الوشاع
497. قرية الوشعة
498. قرية الوصيل عند جبل القرن
499. قرية الوصيل عند وادي كروان الحشرج
500. قرية الوعلة
501. حلة الوهدة
502. قرية الويد الأسفل
503. قرية الويد الأعلى
504. قرية الياسر
505. قرى آل يزيد
506. قرية آل يماني

### الجبال
توجد في بلاد بلقرن العديد من الجبال التي ترتفع أكثر من ألفي متر فوق سطح البحر وبعضها متوسط الارتفاع، وعلى قمم هذه الجبال وسفوحها بُنيت العديد من قرى القبيلة، ومن هذه الجبال:(2)
1. جبلا الأبوين.
2. جبل أبو طويل
3. جبل الأخدع جنوب وادي الويد
4. جبل الأخدع غرب وادي ديمران
5. جبل إمجاعسن
6. جبل إمحلحل
7. جبل أوران
8. جبل بالعقار
9. جبل البياض
10. جبل البيضاء
11. جبل ثربان
12. جبل ثعا
13. جبل ثميدة
14. جبال جرب
15. جبلا الحازمين
16. جبل الحرير
17. جبل الحدب الممتد لتهامة
18. جبل الحدب في عفراء
19. جبل الحدب عند قرية آل مجمل
20. جبل حسان
21. جبل حضوضاء
22. جبل الحلا
23. جبل الحنكة
24. جبل الخثماء
25. جبل الخدعاء
26. جبل الخش
27. جبل الخيالة
28. جبال ذي امعتم
29. جبل ربا
30. جبل الرجمة
31. جبل رسان
32. سلسلة جبال الرضعة
33. جبل الرهوة
34. جبل آل روحان
35. جبل روحان
36. جبل الزراية
37. جبل السوداء
38. جبل سيال
39. جبل شرقص
40. جبل صفاء
41. جبل صولا عند آل سلمة
42. جبل صولا عند آل الزارية
43. جبل صيتع
44. جبل طنب
45. جبل الطويل
46. جبل ظبيان
47. جبل ظلمان
48. جبل عبيد
49. جبال عثمان
50. جبل عرق حرب
51. جبل عفاس
52. جبل العمامة
53. جبل الغرابة في السراة
54. جبل الغرابة في تهامة
55. جبل القرن
56. جبل القزعة
57. جبل قضيضاء
58. جبل القطاط
59. جبل القفا
60. جبل القلاح
61. جبل القوس
62. جبل القيب
63. جبل كشران
64. جبل مشرف
65. جبل آل مطير
66. جبل معين آل حسين
67. جبل معين السيرة
68. جبل منبل
69. جبل النبيعة
70. جبال النصاحات
71. جبل النظر
72. جبل الوسماء

### الأودية والشعاب
توجد في بلاد بلقرن العديد من الوديان التي سكنت القبيلةُ عند ضفافها وقد تشترك بعض بطون القبيلة في بعض هذه المساكن مع غيرها من بطون القبيلة أو مع القبائل الأخرى المجاورة، ومن هذه الأودية والشعاب:(2)
1. وادي الأبهاء
2. وادي أثال
3. شعيب الأثايب
4. شعب الأثرارة
5. وادي الأعقص
6. وادي أفرك
7. وادي الألبة
8. وادي إمخانجن
9. وادي أهنما
10. وادي البدلة
11. وادي بطاط
12. وادي البوانة
13. وادي بيان
14. وادي البيضاء
15. وادي تبالة
16. وادي تبالة الصغير
17. وادي ترج
18. وادي تغمم
19. وادي ثماء
20. وادي ثمران
21. وادي جبجب
22. شعب جردمحا
23. وادي جفن
24. وادي جمح
25. وادي الجوة
26. وادي الجوف في تهامة
27. وادي الجوف في السراة
28. وادي حجاب
29. وادي الحجيلا
30. وادي الحريش
31. وادي الحشف
32. وادي حضرة
33. وادي حضوضاء
34. وادي حلف
35. وادي الحنيك
36. وادي الحورة
37. واديا الخد والناصف
38. وادي الخيالة
39. وادي خيرة
40. وادي الدخول
41. وادي دحيم
42. وادي دغمة
43. وادي دلوة
44. وادي ديمران
45. وادي ذبوب
46. وادي ذرب
47. وادي ذرحا
48. شعيب الذياب
49. وادي ذي اللحاين
50. وادي راف
51. شعيب الرحبة
52. وادي الرحمان
53. شعيب الرسيس
54. وادي الرصاف
55. شعيب الرويماء
56. وادي الزرب
57. شعيب السدنة
58. وادي سقام
59. وادي السيلان
60. وادي شسع
61. وادي شعب آل عباس
62. وادي شعبن
63. وادي شعب أثلة
64. وادي شعب بكاء
65. وادي شيبانة
66. وادي الصحنة
67. وادي صقار
68. وادي ضاوي
69. شعيب الطريق
70. وادي طلعة
71. وادي الظليف
72. وادي الظهر
73. وادي عتبن
74. شعب عدفة
75. وادي عرعرة
76. وادي العرين
77. شعيب العزيلاء
78. وادي عفراء
79. وادي عميم
80. وادي عنقان
81. وادي العنك
82. وادي العين
83. وادي الغرين
84. وادي غضار
85. وادي فخذ
86. وادي الفرش
87. وادي الفرع
88. وادي فيحان
89. وادي القاع
90. وادي قبقاب
91. وادي القروان
92. وادي قنونا
93. وادي قوافل
94. وادي الكادن
95. وادي كتفا
96. وادي كراش
97. وادي كروان الجوز
98. وادي كروان الحشرج
99. وادي كريان
100. وادي لغرة
101. وادي ماسرة
102. وادي المجمعة
103. وادي مخالف
104. وادي المخاضة
105. شعبة المراء
106. وادي مرر
107. وادي المستالم
108. وادي المسلمة
109. وادي مشحذ
110. وادي المعقل
111. وادي معلمة
112. وادي مغلوث
113. وادي مغينمة
114. وادي مفليو
115. وادي المنامة
116. وادي منهوجان
117. وادي النجيل
118. وادي نخال
119. وادي نشية
120. وادي نصبة
121. وادي النضر
122. وادي نعمة
123. وادي نقمة
124. وادي نيامة
125. وادي الهدارة
126. وادي الوحراء
127. وادي الويد
128. وادي يبة

## التراث الشعبي

### الرقصات والرياضات والألعاب الشعبية
للقبيلة العديد من الألعاب الشعبية وألعاب التسلية المتوارثة منذ عدة قرون والتي تهدف إلى الترفيه عن النفس وقضاء الوقت وتقوية الروابط الاجتماعية بين أفراد القبيلة، وبعض هذه الرياضات والألعاب انقرض أو قل العمل به، ومنها:

#### الرقصات والموالات الشعبية
1. العرضة: وهي من أشهر الرقصات وتكون جماعية وتؤدى في الأعياد وحفلات الزواج والمناسبات العامة، وفيها يصطف الرجال في صف طويل دائري ويرددون كلام شاعرهم من قصائد الحروب والبطولات والافتخار بالنسب والأهل والشجاعة والكرم وامتداح ولائهم للدولة وغيرها من أغراض الشعر.[95]
2. الخطوة واللعب وهي رقصة شعبية تؤدى بالخطى ومفردها خطوة وتؤدى في الأفراح، وفيها يقف الناس في صفين متقابلين يرفع الصف الأول صوتاً من اللحن الطويل ثم الصف الآخر، وفي أثناء ذلك يرجع الناس خطوة للوراء وتثنى الركبة اليسرى ثم الركبة اليمنى، وبعد ذلك ترفع إلى الوسط ثم تعود ثانية بسرعة.[95]
3. السيداح هو فن شعبي قديم جداً يقوم فيه شخص بالعزف على الناي فيما تؤدي المجموعةُ المصاحبةُ العرضةَ مصحوبةً بالتصفيق على نمطٍ متناسقٍ.[96]
4. القحيم وهي رقصة شعبية شبيهة بالخطوة يقف فيها الرجال في صفين متقابلين لكنها أسرع في الأداء منها.[95]
5. المراقصة وهي رقصة شعبية تؤدى على الزير وفيها ترقص مجموعة ثم تتوقف وتبدأ مجموعة أخرى.[95]

#### الرياضات
1. السباحة وكان الناس يسبحون في مياه الوديان والآبار الكبيرة التي يتبارز الشباب في القفز من أعلاها إلى أسفلها.[95]
2. المعاركة وهي المصارعة وتعتبر لعبةً رجاليةً تُلعب أمام مشاهدين ولها حكم.[95]
3. النَبَّالة أو النُبِّيلة وتستخدم الحجارة للتصويب على الأهداف.[95]
4. النصع وهي الرماية بالرصاص وأحياناً بالحجارة حيث يحدد هدف على مسافة معلومة ويتبارى اللاعبون في إصابتها.[95]

#### الألعاب
1. القميزا وهي لعبة مؤلفة من فريقين متسابقين فيما بينهما واتجاه كل منهما ضد الآخر. يسير كل فريق لعمل أكوام من الرمل في مناطق بعيدة لا يعرفها الفريق الآخر، وعلى كل فريق إيجاد أكوام الفريق الآخر وتسويتها بالأرض ليفوز.[95]
2. المعيل وهي لعبة تُلعب في الليل ويتجمع فيها الشباب في خط دائري ثم ينتشرون في أماكن مخفية ويبقى اثنان لحراسة الدائرة ويبحثان عن البقية وضربهم قبل دخولهم للدائرة، ومن يستطيع الدخول للدائرة قبل أن يُضرب يُعفى من حراستها في اللعبة التي تليها.[95]
3. الرن وهي لعبة يلعبها فريقان ويقف كل منهما على مسافة واحدة من كوم من الحجارة يصل عددها إلى سبعة أحجار، ويقذف الفريق الأول كرة صغيرة لتصيبها وتنزل بعض الحجارة، وحينها يتجه الفريق الثاني لإمساكهم في حين يحاول الفريق الأول إعادة صف الحجارة كما كانت، وإذا صفت الحجارة قبل ضربها مجدداً يفوز الفريق الذي صف الحجارة.[95]
4. النفت وهي لعبة يحاول فيها الشخص القفز من جانب الجدار إلى جانب آخر.[95]
5. المقامزة وهي لعبة يحاول فيها الشخص القفز لأعلى مسافة ممكنة من مكان مرتفع.[95]
6. الخطة أو الحيدة وهي لعبة مكونة من مستطيل مقسم إلى ستة أقسام بالإضافة لمربع على اليمين من القسم الأول يسمى المنثال، والقسم الثالث هو للاستراحة والقسم الرابع للتجاوز فلا يلعب فيه ولا يستراح به. يلعب في هذه اللعبة شخصان يرمي أحدهما بحجر وعليه ألا يتجاوز حدود المستطيل أو يقع على خطوطه وإلا فقد دوره. يرمي اللاعبُ الحجرَ في القسم الأول فإذا نجح في رميته قفز على رجل واحدة وهبط في القسم الأول ثم يلتقط الحجر ويرميه في القسم الثاني ويكرر ما فعل حتى يصل إلى القسم الثالث وفيه يحق له الاستراحة على رجليه وفي هذا القسم يضع الحجر على رجله ويرميه في المنثال، ويستمر بالقفز حتى ينتهي من كل الأقسام فتحتسب له جولة كاملة.[95]
7. أبو تسع أو المقطار وهي لعبة مؤلفة من ثلاث مربعات متداخلة مرسومة على الأرض ويلعب فيها شخصان فقط مع كل منهما تسع حصيات، والشخص الذي يضع ثلاث حصيات بشكل مستقيم في المربعات يفوز بحصاة من الشخص الآخر، وتنتهي اللعبة بالقضاء على حصيات الطرف الآخر.[95]
8. أبو ثلاث أو السوق وهي لعبة يتنافس فيها شخصان مع الطرف الأول ثلاث حصيات ومع الطرف الثاني ثلاث عجمات، ويرسم الطرفان مربعاً وقطراه متقاطعين ويفوز الشخص بوضعه الحصيات أو العجمات التي معاه على خط واحد فيما يحاول الآخر منعه من ذلك.[95]

### الملابس التراثية
يصنع أفراد القبيلة ملابسهم المستخدمة في أيام الشتاء من جلود و اصواف الحيوانات.اشتهر افراد قبيلة بلقرن بالأناقة و التنوع في لباسهم .
المذيل : لباس تراثي رجالي مميز ، له كمان طويلان يصلان الى الاقدام.
الحلي النسائي:
يحظى الحلي أهمية و حرص كبير لدى نساء قبيلة بلقرن ،حيث كانت تعد من المقتنيات.

### المطبخ

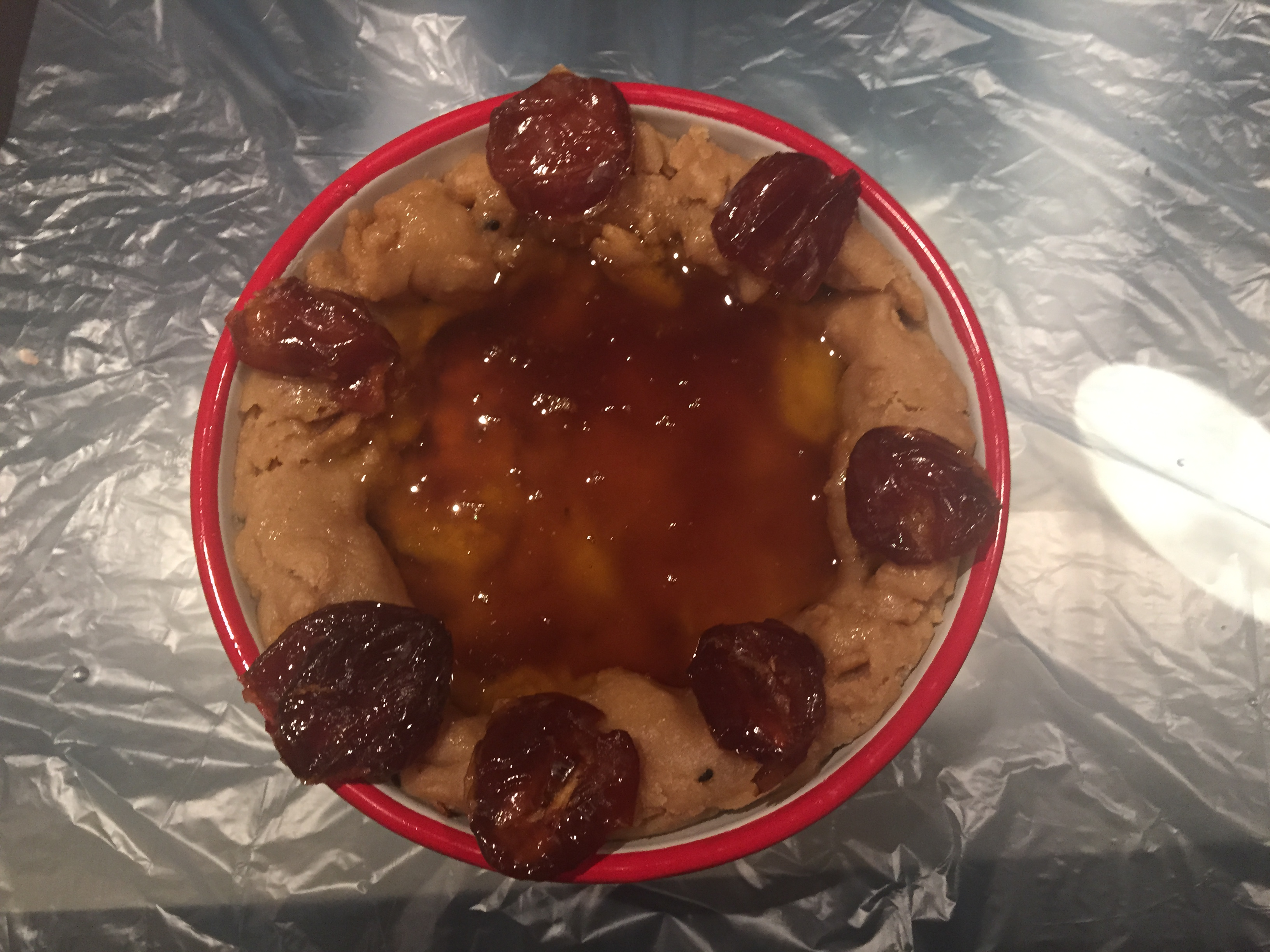
العريكة إحدى أشهر الأكلات من منطقة الجنوب.

كانت المأكولات في السابق تعتمد على ما يزرعه الأهالي في أرضهم وعلى منتوجاتهم الحيوانية والزراعية بشكل يحقق الاكتفاء الذاتي، وهو يشبه في مضمونه المطبخ العسيري، ولكن مع اختلاط الأهالي بغيرهم من المجتمعات دخلت العديد من المأكولات من المطابخ المجاورة إلى المائدة. تعتمد المأكولات التقليدية في أغلبها على القمح والشعير والذرة والدخن والسمن والعسل بالإضافة للفواكه والخضروات المحلية، ومن أشهر المأكولات والمشروبات التقليدية التي تعد:
1. العصيدة وهي أكلة تصنع من دقيق القمح أو الشعير أو الدخن ويقدم مع اللحم ومرقه.
2. المعصوبة وهي أكلة مشابهة للعصيدة ولكن قوامها أثقل وتقدم مع السمن والعسل ومرقها الذي طبخت فيه.
3. المرقوق وهي أكلة مصنوعة من قطع العجين المرقوق المطبوخ مع الخضروات.
4. العيش ويعرف أيضاً باسم المشغوث هي أكلة مكونة من دقيق الذرة المطبوخ مع اللبن وتقدم مع السمن والعسل واللبن.
5. العريكة وهي أكلة تصنع من الخبز المفروك وتقدم مع السمن والعسل.
6. الخبزة وتعرف أيضاً باسم القُرْص هي نوع من المخبوزات المصنوعة من دقيق القمح.
7. الحويسة وتعرف أيضاً باسم السويقة هي أكلة تصنع من حب الشعير المطبوخ على النار.
8. الرواكة وتعرف أيضاً باسم الفرقة تصنع من طحين الذرة المخلوط مع اللبن ولها قوام سائل.
9. العبيلة وهو شراب يصنع بخلط المرق واللبن.

## الإشارات والمراجع والهوامش

### الهوامش
- 1 التقديرات الواردة لعدد الأفراد نشرت في المعجم الجغرافي لبلاد بلقرن (سنة 2002) وليست حديثة.
- 2 مرتبة حسب الترتيب الألفبائي.

### الإشارات
1. ↑  جار الله بن دخنة الشريفي - الموسوعة الذهبية في أنساب قبائل وأسر شبه الجزيرة العربية - ج 4 - الصفحة 1411.
2. 1 2 3 4  المعجم الجغرافي لبلاد بلقرن. صفحة 11 و12.
3. ↑  مداد بن سعيد بن حمد الهنائي (2009). التاريخ والبيان في أنساب قبائل عمان. دار الحكمة. مؤرشف من الأصل في 2020-03-08. اطلع عليه بتاريخ 2017-11-15.
4. 1 2  جمهرة أنساب العرب. صفحة 375 و473.
5. ↑  كتاب النسب. صفحة 301.
6. ↑  نسب عدنان وقحطان. صفحة 23.
7. 1 2  الأنساب للصحاري. الجزء 2: صفحة 517.
8. 1 2  في سراة غامد وزهران. صفحة 483 و484.
9. 1 2  بلاد بلقرن: تراجم ودراسات معاصرة. صفحة 19.
10. 1 2  نهاية الإرب في فنون الأدب. الجزء الثاني. صفحة 325 و326.
11. 1 2  نسب معد واليمن الكبير. الجزء الثاني. صفحة 189.
12. 1 2 3  الاشتقاق. صفحة 489.
13. ↑  البلاذري. أنساب الأشراف. دار الكتب العلمية. ج. 2. ص. 26. مؤرشف من الأصل في 2025-07-04.
14. ↑  ابن عبد ربه الأندلسي. العقد الفريد. المطبعة العامرة. ص. 63. مؤرشف من الأصل في 2025-07-04.
15. ↑  جمهرة أنساب العرب. صفحة 375.
16. ↑  بلقرن.. تاريخ وحضارة. صفحة 51.
17. ↑  الأنساب للسمعاني. الجزء الرابع: صفحة 482.
18. ↑  الإيناس بعلم الأنساب: صفحة 236. مؤتلف القبائل ومختلفها: صفحة 365.
19. ↑  العقد الفريد. الجزء 3 "الأمثال والمواعظ والزهد والنوادي والتعازي والمراثي والنسب وفضائل العرب": صفحة 336.
20. ↑  بلقرن.. تاريخ وحضارة. صفحة 61.
21. 1 2 3 4 5 6 7 8 9 10 11  معجم البلدان والقبائل في شبه الجزيرة العربية والعراق وجنوبي الأردن وسيناء. المجلد السادس: صفحة 506 إلى 509.
22. ↑  قبائل إقليم عسير في الجاهلية والإسلام - عمر بن غرامة.
23. ↑  المعجم الجغرافي لبلاد بلقرن. صفحة 14 و15.
24. ↑  المعجم الجغرافي لبلاد بلقرن. صفحة 15 إلى 17.
25. ↑  المعجم الجغرافي لبلاد بلقرن. صفحة 18.
26. ↑  المعجم الجغرافي لبلاد بلقرن. صفحة 18 إلى 20.
27. ↑  المعجم الجغرافي لبلاد بلقرن. صفحة 20 إلى 22.
28. ↑  المعجم الجغرافي لبلاد بلقرن. صفحة 22.
29. ↑  المعجم الجغرافي لبلاد بلقرن. صفحة 22 و23.
30. 1 2  زيد صالح الدبوبي, زيد (2014). كشف اللثام عن نسب قبيلة الدبوبي المعروفة بعشيرة الدبايبه (بالعربيه) (1 ed.). الاردن: دار عمار. pp. 70 صفحه. ISBN:9789957481353.{{استشهاد بكتاب}}:  صيانة الاستشهاد: التاريخ والسنة (link) صيانة الاستشهاد: لغة غير مدعومة (link)
31. 1 2  "سيدات أردنيات 1935". History of Jordan التاريخ الأردني. مؤرشف من الأصل في 2024-01-25. اطلع عليه بتاريخ 2024-01-24.
32. ↑  "القوات المسلحة الأردنية - الجيش العربي 1952". History of Jordan التاريخ الأردني. مؤرشف من الأصل في 2024-01-25. اطلع عليه بتاريخ 2024-01-24.
33. ↑  المعجم الجغرافي لبلاد بلقرن. صفحة 13.
34. ↑  بلاد بلقرن: تراجم ودراسات معاصرة. صفحة 199.
35. ↑  الرحلة اليمانية. صفحة 100 إلى 103.
36. ↑  عبد الهادي بن مجنّي (5 أبريل 2015). "قراءة.. وتصويبات في كتاب السير كيناهان كورنواليس (cornwallis) فيما يتعلق ببلاد بلقرن". صحيفة الجزيرة. مؤرشف من الأصل في 2018-06-12. اطلع عليه بتاريخ 2017-06-28.
37. ↑  Saudi Arabia — Human Relations Area Files — Page 64 نسخة محفوظة 18 سبتمبر 2017 على موقع واي باك مشين.
38. 1 2  البحوث والدراسات المقدمة للمؤتمر العالمي الثالث للسيرة والسنة النبوية. الجزء السادس. صفحة 363 و364.
39. ↑  الأنباه على قبائل الرواة. صفحة 101.
40. ↑  خزانة الأدب ولب لباب لسان العرب. الجزء الثاني. صفحة 386.
41. ↑  معجم ما استعجم من أسماء البلاد والمواضع. الجزء الأول. صفحة 58.
42. ↑  الأنباه على قبائل الرواة. صفحة 107.
43. ↑  دراسات في تاريخ تهامة والسراة خلال العصور الإسلامية المبكرة والوسيطة. الجزء الأول. صفحة 32.
44. ↑  دراسات في تاريخ تهامة والسراة خلال العصور الإسلامية المبكرة والوسيطة. الجزء الأول. صفحة 36.
45. ↑  دراسات في تاريخ تهامة والسراة خلال العصور الإسلامية المبكرة والوسيطة. الجزء الأول. صفحة 60 إلى 62.
46. ↑  دراسات في تاريخ تهامة والسراة خلال العصور الإسلامية المبكرة والوسيطة. الجزء الأول. صفحة 140.
47. ↑  أدب وتاريخ من بني عمرو. صفحة 13.
48. ↑  سفرنامة. صفحة 142.
49. ↑  تاريخ المستبصر. صفحة 38.
50. 1 2  تاريخ المستبصر. صفحة 49 و50.
51. ↑  مسالك الأبصار في ممالك الأمصار. الجزء الرابع. صفحة 27 و28.
52. ↑  نزهة الجليس ومنية الأديب الأنيس. الجزء الثاني. صفحة 443.
53. ↑  شبه جزيرة العرب -1- عسير. صفحة 151.
54. ↑  "بلاد العُرْضِيّة كما جاءت في مخطوط «الظل الممدود في الوقائع الحاصلة في عهد ملوك آل سعود» محافظة العُرْضِيّات في مخطوط العجيلي سنة 1220هـ". صحيفة العرضيات. 11 مايو 2014. مؤرشف من الأصل في 2019-12-13. اطلع عليه بتاريخ 2019-10-20.
55. 1 2 3  بلقرن.. تاريخ وحضارة. صفحة 118-119.
56. ↑  بلقرن.. تاريخ وحضارة. صفحة 120-121.
57. ↑  بلقرن.. تاريخ وحضارة. صفحة 124.
58. ↑  بلقرن.. تاريخ وحضارة. صفحة 125.
59. ↑  علي أحمد عيسى عسيري (1987). عسير من 1249 ه / 1833 م - 1289 ه / 1872 م. مطبوعات نادي أبها الأدبي. ص. 141.
60. ↑  تاريخ عسير في الماضي والحاضر. صفحة 244.
61. ↑  تاريخ عسير في الماضي والحاضر. صفحة 248.
62. ↑  تاريخ عسير في الماضي والحاضر. صفحة 252.
63. ↑  التاريخ الإسلامي - الجزء الثامن: العهد العثماني. صفحة 287.
64. 1 2  تاريخ المخلاف السليماني. صفحة 545.
65. ↑  تاريخ عسير في الماضي والحاضر. صفحة 255.
66. ↑  شبه جزيرة العرب -1- عسير. صفحة 192 و193.
67. ↑  المعجم الجغرافي لبلاد بلقرن. صفحة 171
68. ↑  السراج المنير في سيرة أمراء عسير. صفحة 92 و93.
69. ↑  بلقرن.. تاريخ وحضارة. صفحة 112.
70. ↑  بلقرن.. تاريخ وحضارة. صفحة 107.
71. 1 2  "الجهاز الإداري في تهامة والسراة في نهاية العهد العثماني". صحيفة الجزيرة. 22 مارس 2015. مؤرشف من الأصل في 2018-06-18. اطلع عليه بتاريخ 2017-01-04.
72. ↑  بلقرن.. تاريخ وحضارة. صفحة 109 إلى 111.
73. ↑  شبه جزيرة العرب -1- عسير. صفحة 220 و221.
74. ↑  بلقرن.. تاريخ وحضارة. صفحة 113.
75. ↑  أدب وتاريخ من بني عمرو. صفحة 108 و109.
76. ↑  أدب وتاريخ من بني عمرو. صفحة 106 و107.
77. ↑  بلقرن.. تاريخ وحضارة. صفحة 132.
78. ↑  السراج المنير في سيرة أمراء عسير. صفحة 119.
79. ↑  بلقرن.. تاريخ وحضارة. صفحة 132 و133.
80. 1 2  بلقرن.. تاريخ وحضارة. صفحة 133 و134.
81. ↑  بلقرن.. تاريخ وحضارة. صفحة 134.
82. 1 2  بلقرن.. تاريخ وحضارة. صفحة 135
83. ↑  بلقرن.. تاريخ وحضارة. صفحة 136 و137
84. ↑  "90 ألف نسمة في العرضيتين.. يتوزعون على 600 قرية كلها تنتظر التطوير والخدمات التي لم تصل". صحيفة الجزيرة. 11 سبتمبر 2006. مؤرشف من الأصل في 2019-10-19. اطلع عليه بتاريخ 2019-10-19.
85. ↑  بلقرن.. تاريخ وحضارة. صفحة 138 إلى 142.
86. ↑  "بلقرن نشأت عام 1367هـ بمسمى «طارفة حجاز بلقرن»". صحيفة الجزيرة. 30 مارس 2003. مؤرشف من الأصل في 2019-10-19. اطلع عليه بتاريخ 2019-10-19.
87. ↑  المعجم الجغرافي لبلاد بلقرن. صفحة 24.
88. ↑  صفة جزيرة العرب. صفحة 70.
89. ↑  بلقرن.. تاريخ وحضارة. صفحة 69.
90. ↑  المعجم الجغرافي لبلاد بلقرن. صفحة 26.
91. 1 2  المعجم الجغرافي لبلاد بلقرن. صفحة 28.
92. 1 2  بلقرن.. تاريخ وحضارة. صفحة 30 إلى 32.
93. 1 2 3 4  المعجم الجغرافي لبلاد بلقرن. عدة صفحات.
94. ↑  علي بن إبراهيم ناصر الحربي (1998). المعجم الجغرافي للبلاد العربية السعودية: منطقة عسير. ISBN:9960342271.
95. 1 2 3 4 5 6 7 8 9 10 11 12 13 14 15 16 17  بلقرن.. تاريخ وحضارة. صفحة 289 إلى 296.
96. ↑  "بالفيديو.. فلكلور "السيداح" فن قديم يتجدّد في بلقرن". صحيفة سبق. 10 فبراير 2018. مؤرشف من الأصل في 2018-06-22. اطلع عليه بتاريخ 2018-06-22.
97. ↑  عبدالله مجدوع عبدالله ال مجدوع القرني, عبدالله (٢٠١٤). بلقرن تاريخ و حضارة (بالعربيه) (الاولى ed.). دار الحضارة للنشر والتوزيع. ISBN:٩٧٨-٦٠٣-٥٠٦-٢٧٠-١. {{استشهاد بكتاب}}: تحقق من التاريخ في: |سنة= / |تاريخ= mismatch (help) and تأكد من صحة |isbn= القيمة: حرف غير صالح (help)صيانة الاستشهاد: لغة غير مدعومة (link)
98. ↑  بلقرن.. تاريخ وحضارة. صفحة 280 و281.